# منظور عين الطائر
منظور عين الطائر هو نوع من أنواع المنظور، وخصوصا عندما تكون الرؤية من الاعلى إلى الاسفل، كما لو كانت من عين طائر، غالباً ما تستخدم -كتصوير أو رسم- لإعطاء فكرة كلية عن المشاريع المعمارية.

## معرض الصور

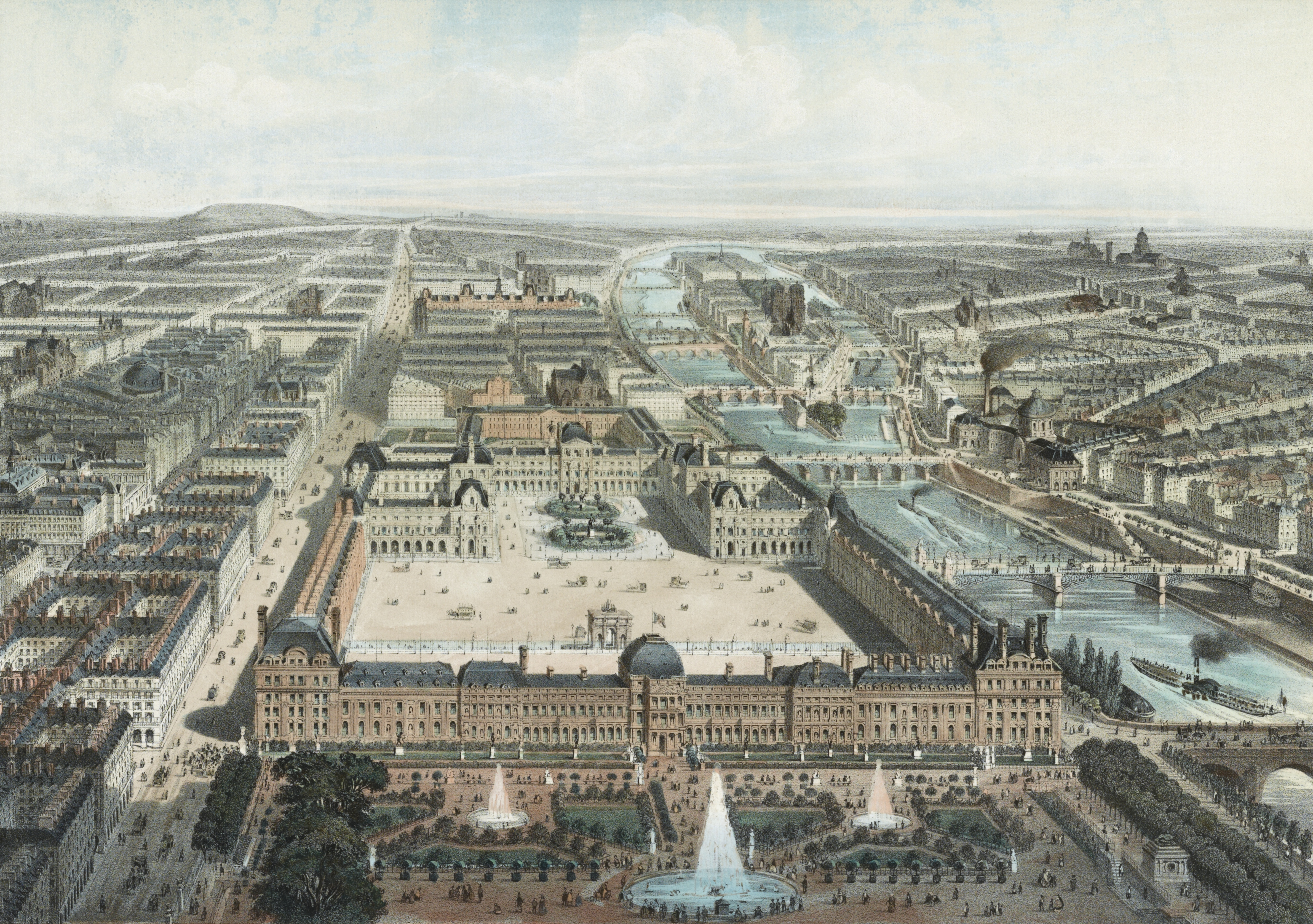
منظر عين الطائر لباريس في عام 1850
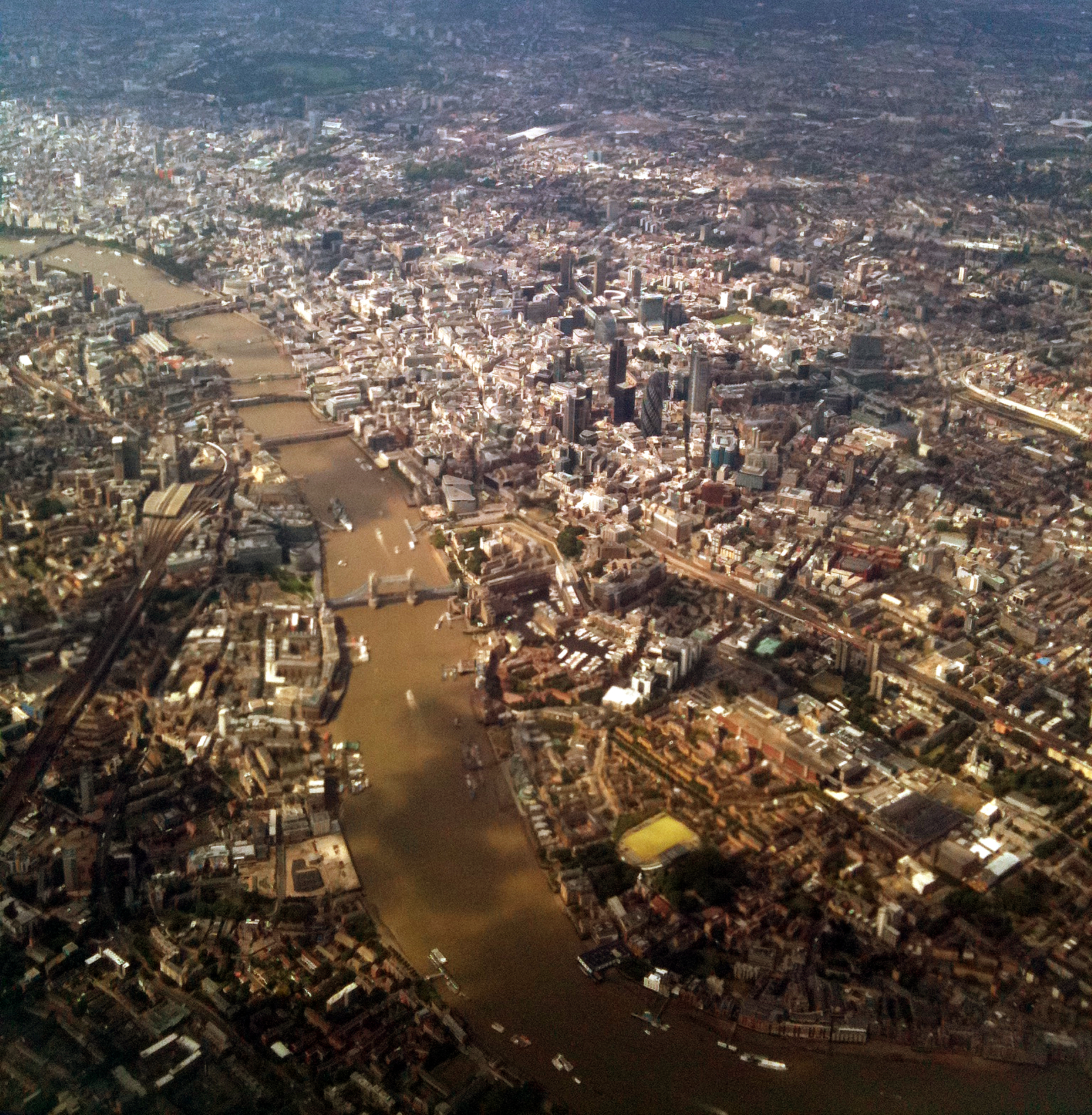
منظر وسط لندن
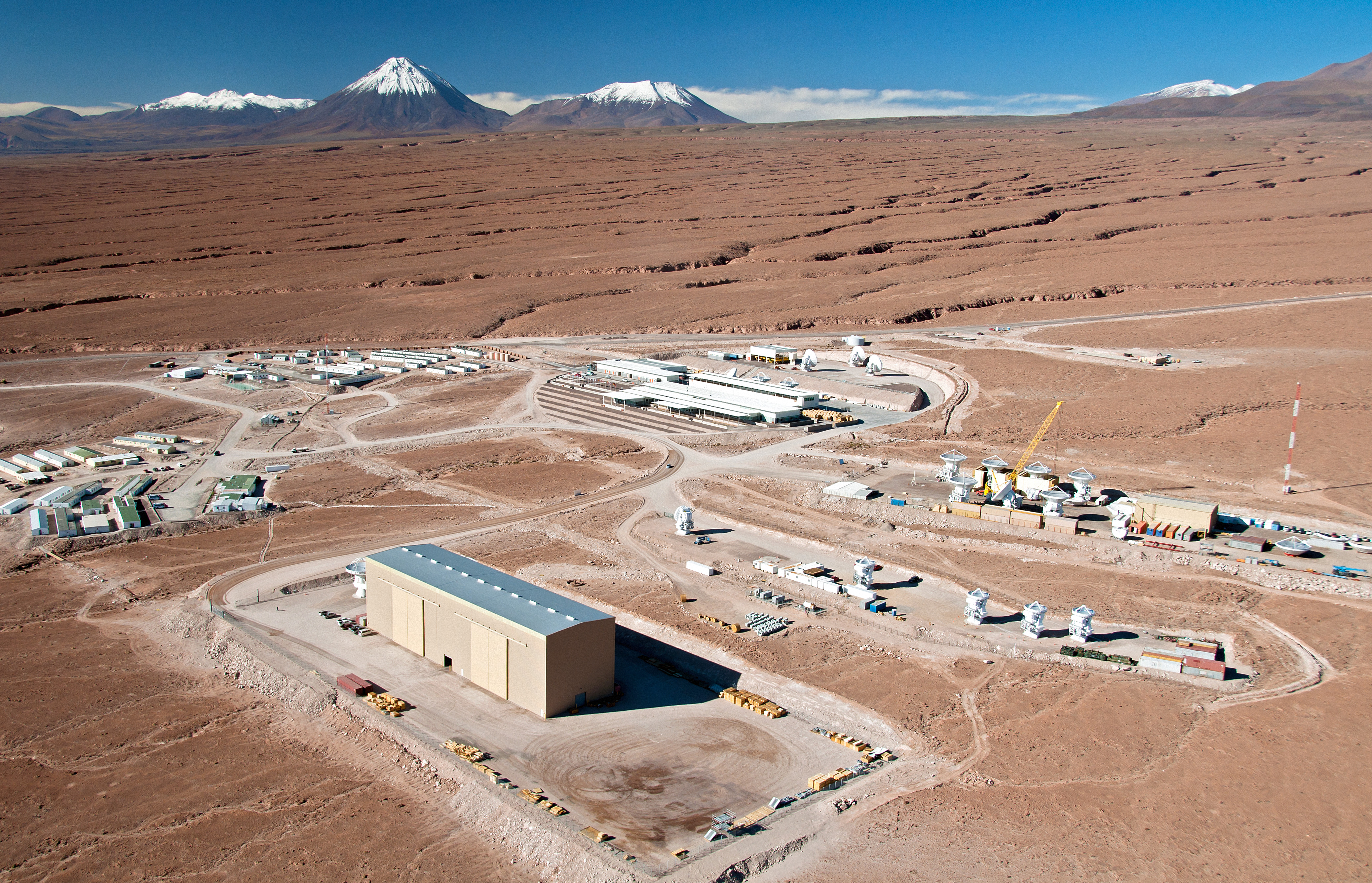
Flying above the المرصد الأوروبي الجنوبي's مصفوف مرصد أتاكاما المليمتري الكبير site.
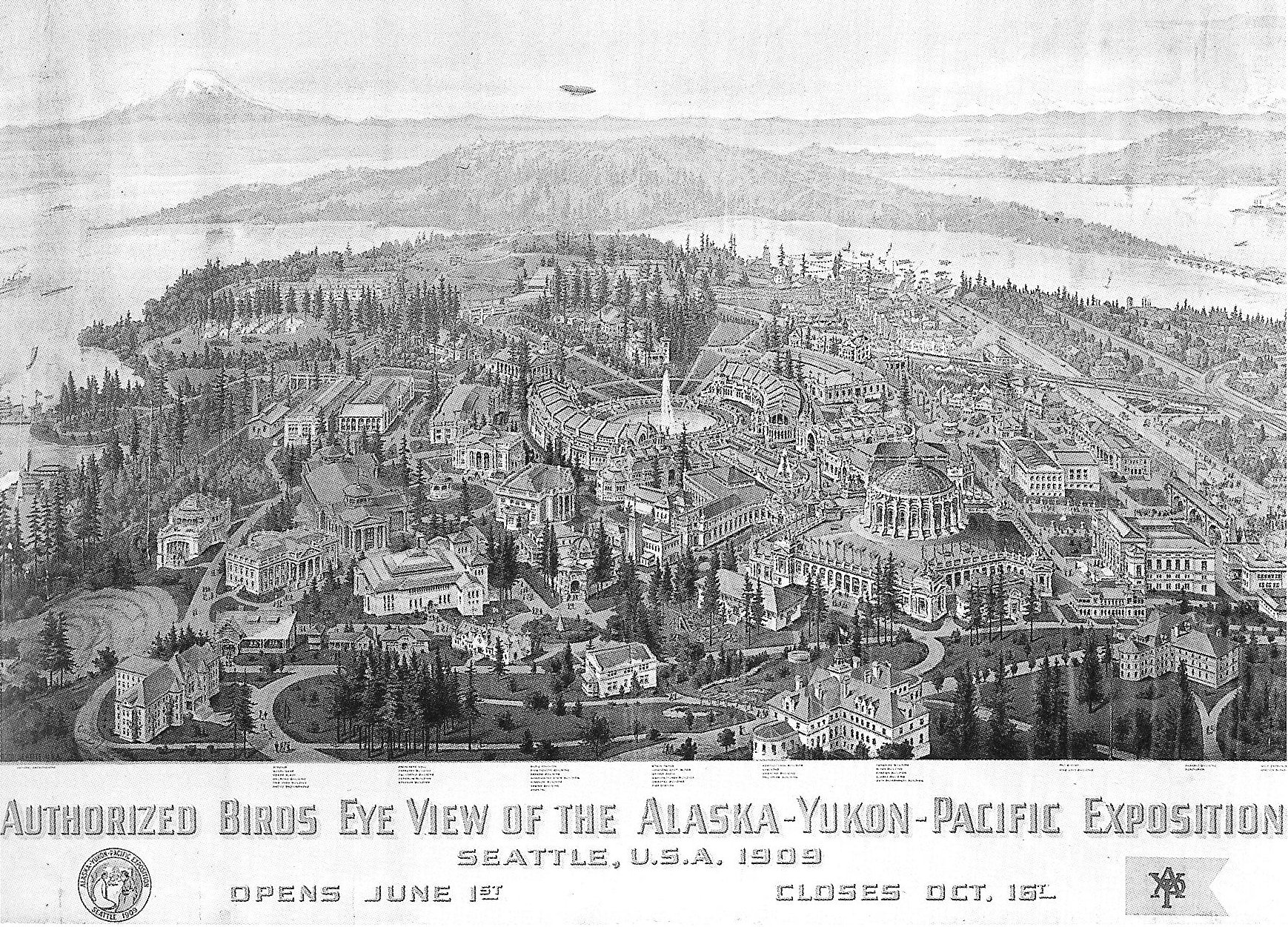
Bird's Eye View drawing of the Alaska-Yukon-Pacific Exposition 1909
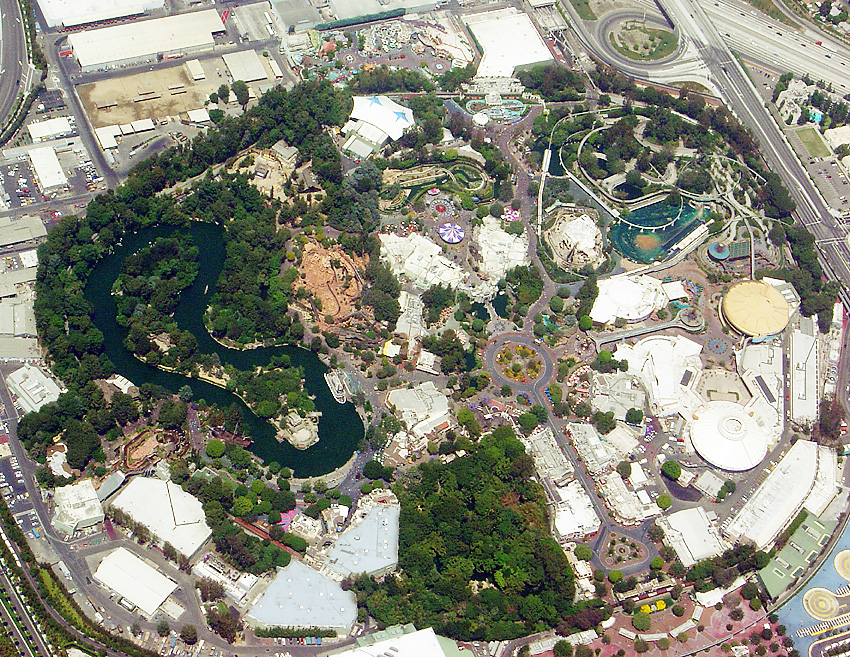
Aerial view of Disneyland in 2004